# Edi Angelillo
Edilberta Angelillo, auch Edy Angelillo (* 7. November 1961 in Venedig) ist eine italienische Schauspielerin und Sängerin.

## Leben
Angelillo hatte als Tochter des musikalischen Künstlerpaares Franco & Regina frühzeitig mit der Bühne Erfahrungen gemacht; sie erhielt Tanz-, Sprech- und Schauspielunterricht. Mit 18 Jahren spielte sie die Ballerina in Maurizio Nichettis Ratataplan; im selben Jahr versuchte sie sich unter dem Namen Edi als Sängerin und hatte Fernsehauftritte. Die für ihre frische und spontane Darstellungen gelobte Angelillo spielte bis Mitte der 1980er Jahre in einigen Kinofilmen und widmete sich dann, nach der Moderation des Sanremo-Festivals 1984 neben Pippo Baudo, der Theaterarbeit. Sie spielte in La vita comincia ogni mattina und etlichen Jugendkomödien. Ende der 1990er Jahre nahm sie dann häufig Angebote des Fernsehens an, wo sie u. a. in der erfolgreichen Serie Un medico in famiglia zu sehen war.

## Filmografie (Auswahl)
- 1979: Ratataplan – ein Versager schlägt zurück (Ratataplan)
- 1984: Cinderella ’80 (Cenerentola ’80)
- 1998: Un medico in famiglia (Fernsehserie)
- 2009: Una sera d'ottobre (Fernsehfilm)

## Diskografie
- 1979: Lontana è irragiungibile
- 1981:  Per una storia in più[2]